# Edarlyn Reyes
Edarlyn Reyes Ureña (Hermanas Mirabal, República Dominicana; 30 de septiembre de 1997) es un futbolista dominicano que juega como delantero en el PFC Arsenal Tula de la Liga Nacional de Fútbol de Rusia. Es internacional absoluto con la selección de fútbol de la República Dominicana.
Es el primer futbolista dominicano en marcar gol en la Copa Libertadores.

## Selección nacional
Reyes hizo su debut con la Selección de República Dominicana en la victoria 3-0 contra Islas Caimán, el 12 de octubre de 2018 por la Clasificación de la Liga de Naciones Concacaf 2019-20.

## Clubes
| Club              | País                 | Año         |
| ----------------- | -------------------- | ----------- |
| Cibao FC          | República Dominicana | 2018 - 2020 |
| Real Santa Cruz   | Bolivia              | 2021        |
| Emirates Club     | EAU                  | 2022        |
| Club Always Ready | Bolivia              | 2022 - 2023 |
| Al-Ittihad Club   | Libia                | 2023 - 2024 |
| FC Yelimay        | Kazajistán           | 2024        |
| PFC Arsenal Tula  | Rusia                | 2025-       |

## Palmarés

### Campeonatos nacionales
| Título                    | Club     | Año  |
| ------------------------- | -------- | ---- |
| Liga Dominicana de Fútbol | Cibao FC | 2018 |